# 六大都市
六大都市（ろくだいとし）は、1922年（大正11年）に日本の六大都市行政監督ニ関スル法律で定められた、東京府東京市、神奈川県横浜市、愛知県名古屋市、京都府京都市、大阪府大阪市、兵庫県神戸市の6つの市のことで、当時の人口上位6都市にあたる。「六大市」とも言う。また、所在する府県を六大府県と呼んだ。
1943年（昭和18年）7月1日の東京都制および五大都市行政監督特例の施行により、法律上の六大都市のくくりは廃止された。

## 歴史
「人民輻輳ノ地」すなわち人口が多い都市に対し、1878年（明治11年）7月22日施行の郡区町村編制法によって1都市あたり1つの区が存置されたが、江戸時代の江戸・大坂・京の「三都」を受け継いだ東京・大阪・京都には複数の区が置かれるという、大都市制度が導入された。1889年（明治22年）4月1日の市制施行に際しては、一般の区が区を廃止して市となる一方、東京・大阪・京都は区を存置したまま市制を施行するという三市特例が実施された。
当時の市制では、一般市には市会推薦市長がいたのに対し、三市では市長を置かず、内務省が任命した府知事がその任にあたっていたため官治的であり、自治権が制限されていた。そのため、自治権拡大を要求する三市が特例撤廃運動を行い、同特例は1898年（明治31年）に廃止されたが、他の市と比べて顕著に人口が多かった東京市（参照）ではさらに府からの独立を要求する特別市制運動へと発展し、明治末期には大阪市も加わった。大正デモクラシー期に入ると、三市中3位の人口の京都市と人口的に伍する名古屋市・横浜市・神戸市を加えた六大市が特別市制運動で協力し合うようになり、1917年（大正6年）には東京市で第1回6大都市事務協議会が、1919年（大正8年）には京都市で第1回6大都市市長会議が開かれた。
国は、1919年の道路法において、六大市の市長に市内の国道・府県道の管理権を与えた。そして1922年（大正11年）には六大都市行政監督ニ関スル法律を施行し、六大市は市が執行する国務事務の一部について府県の許認可が不要となった（三市以外の区制施行については政令指定都市#歴史参照）。
1943年（昭和18年）7月1日、戦時体制の一環として東京府と東京市を廃止して東京都を存置する東京都制が施行された。これにより六大都市から東京市が抜けたため、同市を除いた5市に対して同日、五大都市行政監督特例を施行した。結果、同日を以って法律上の六大都市のくくりは廃止された。
法律上の六大都市は廃止されたものの、国勢調査などでは五大都市と旧東京市の範囲である東京都区部とを合わせて「六大都市」とする慣例はその後も続いた。特に1936年（昭和11年）9月から発表されている市街地価格指数でこの括りが現在でも用いられているため、不動産関係者の間では「六大都市」は今でも上記6都市を指す。また、伝統的に旧東京市を除いた五大都市の議決機関は、戦前の市制の例を踏襲して今もなお「○○市会」と称している（戦後、地方自治法の施行に伴い、一般に市の議決機関は「○○市議会」と称されている。なお、旧東京市も廃止されるまでは「東京市会」を置いていた）。
中枢都市とその外港の関係にある東京市と横浜市および大阪市と神戸市では、昭和初期には「京浜」および「阪神」のコナーベーションが進展しつつあったが、面的な広がりはまだ十分なものではなかった。これが高度経済成長期になると、京浜は首都圏（1都3県）へ、阪神も山地の地形的制約はあるものの京都市を取り込んで京阪神（近畿圏・関西圏）へとそれぞれ膨張し、名古屋市を核都市とする中京圏を加え三大都市圏が形成された。そのため、「六大都市」よりも「三大都市圏」が実態に合うようになり、「六大都市」は行政用語・不動産関連の専門用語以外ではあまり使用されなくなった。なお、1970年（昭和45年）から地価公示が始まり、三大都市圏に含まれる市区町村が明確に規定されたため、この頃から不動産業界でも「三大都市圏」を専門用語として使用している。

## 人口推移
| 01 | 東京都区部 | 1026万0520 |
| 02 | 横浜市     | 0353万7253 |
| 03 | 大阪市     | 0243万0185 |
| 04 | 名古屋市   | 0212万2366 |
| 05 | 札幌市     | 0174万5608 |
| 06 | 福岡市     | 0162万2565 |
| 07 | 川崎市     | 0160万5531 |
| 08 | さいたま市 | 0133万9475 |
| 09 | 京都市     | 0124万0645 |
| 10 | 神戸市     | 0123万3396 |

| 01 | 東京都区部 | 973万3276 |
| 02 | 横浜市     | 377万7491 |
| 03 | 大阪市     | 275万2412 |
| 04 | 名古屋市   | 233万2176 |
| 05 | 札幌市     | 197万3395 |
| 06 | 福岡市     | 161万2392 |
| 07 | 川崎市     | 153万8262 |
| 08 | 神戸市     | 152万5152 |
| 09 | 京都市     | 146万3723 |
| 10 | さいたま市 | 132万4025 |

| 01 | 東京都区部 | 884万0942  |
| 02 | 大阪市     | 298万0487  |
| 03 | 横浜市     | 223万8264  |
| 04 | 名古屋市   | 203万6053  |
| 05 | 京都市     | 141万9165  |
| 06 | 神戸市     | 128万8937  |
| 07 | 北九州市   | 104万2321  |
| 08 | 札幌市     | 101万0123  |
| 09 | 川崎市     | 097万3486  |
| 10 | 福岡市     | 085万3,270 |

| 01 | 東京市   | 217万3201 |
| 02 | 大阪市   | 125万2983 |
| 03 | 神戸市   | 060万8644 |
| 04 | 京都市   | 059万1324 |
| 05 | 名古屋市 | 042万9997 |
| 06 | 横浜市   | 042万2942 |
| 07 | 長崎市   | 017万6534 |
| 08 | 広島市   | 016万0510 |
| 09 | 函館区   | 014万4749 |
| 10 | 呉市     | 013万0362 |

| 01 | 東京市   | 144万0121 |
| 02 | 大阪市   | 082万1235 |
| 03 | 京都市   | 035万3139 |
| 04 | 名古屋市 | 024万4145 |
| 05 | 神戸市   | 021万5780 |
| 06 | 横浜市   | 019万3762 |
| 07 | 広島市   | 012万2306 |
| 08 | 長崎市   | 010万7422 |
| 09 | 金沢市   | 08万3662  |
| 10 | 仙台市   | 08万3325  |

六大都市は、制度制定当時の日本では際立って人口が多い市であり、その他の市とは2倍以上の開きがあった。なかでも、東京市が200万都市、大阪市が100万都市と規模が突出していた。
制度制定直前の1920年（大正9年）では東京市の人口は大阪市の人口の約1.7倍だったが、1925年（大正14年）4月1日に大阪市が隣接2郡45町村を編入した結果、大阪市の人口が東京市の人口を上回った（大大阪時代）。しかし、1932年（昭和7年）10月1日に東京市が近隣5郡82町村を編入すると、東京市の人口は大阪市の人口の約2倍となった。2020年（令和2年）では東京都区部の人口は大阪市の人口の約3.5倍となっており、差が拡大している。大阪市は1950年代に東京都区部の半分程度の面積になるよう5市11町村を編入する計画を立てたものの、6町村の編入しか実現しなかったため、東京都区部の面積は大阪市の面積の約2.8倍となっている。
六大都市は制度がなくなったのちも長らく人口上位6都市だったが、札幌市が1979年（昭和54年）に神戸市、1983年（昭和58年）に京都市を上回り、次いで、福岡市が2011年（平成23年）6月1日に京都市、2015年（平成27年）10月1日に神戸市を上回り、続けて、川崎市が2015年4月1日に京都市、2019年（令和元年）5月1日に神戸市を上回ったことで、神戸市と京都市の二市は8位と9位に転落している。
2050年の将来推計人口は国立社会保障・人口問題研究所が2023年（令和5年）に発表した数値である。